# ダマージー・ラーオ・ガーイクワード
ダマージー・ラーオ・ガーイクワード（Damaji Rao Gaekwad, 生年不詳 - 1768年8月18日）は、西インドのグジャラート地方、ガーイクワード家の当主（在位：1732年 - 1768年）。

## 生涯
ピラージー・ラーオ・ガーイクワードは領土拡大を目指していたが、1732年5月にムガル帝国の武将アバイ・シングとの戦いで死亡してしまった。
後を継いだピラージー・ラーオの息子ダマージー・ラーオは、1734年にヴァドーダラーのムガル帝国軍を追い払い、この地を自身の拠点とした。
その後、ダマージー・ラーオはムガル帝国の軍勢と戦い続けて領土を広げ、1757年にはマラーター王国宰相バーラージー・バージー・ラーオとともに帝国の州都アフマダーバードを陥落させた。これにより、マラーターによるグジャラート征服は完了し、この地方はガーイクワード家と王国で二分された。
その頃、アフガニスタンのドゥッラーニー朝の勢力が帝国領にたびたび侵入し、ダマージー・ラーオも他のマラーター勢力とともにこれに対抗した。だが、1761年1月14日、マラーター同盟軍はパーニーパトの地で大敗北を喫し、戦いに参加していたダマージー・ラーオは辛くも逃げ延びた（第三次パーニーパトの戦い）。
1768年8月18日、ダマージー・ラーオは死亡し、息子のサヤージー・ラーオ・ガーイクワードが当主位を継承した。